# Campionatul European de Atletism în sală din 2007
A 29-a ediție a Campionatului European de Atletism în sală s-a desfășurat între 2 și 4 martie 2007 la Birmingham, Regatul Unit. Au participat 520 de sportivi din 47 de țări.

## Sală
Probele au avut loc la National Indoor Arena din Birmingham. Aceasta a fost inaugurată în anul 1991.

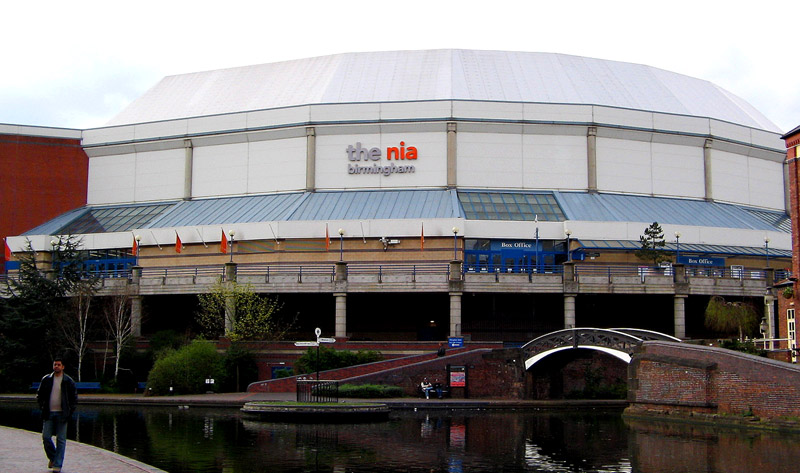
National Indoor Arena
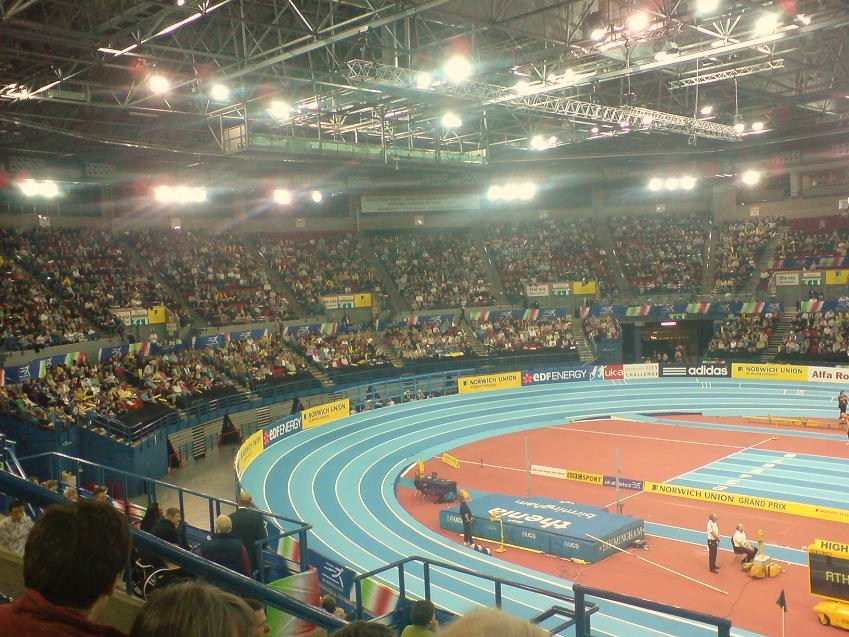

## Rezultate
RM - record mondial; RE - record european; RC - record al competiției; RN - record național; PB - cea mai bună performanță a carierei

### Masculin
| Event                | Aur                                                               | Aur      | Argint                                                               | Argint   | Bronz                                                               | Bronz      |
| 60 m                 | Jason Gardener (GBR)                                              | 6,51     | Craig Pickering (GBR)                                                | 6,59     | Ronald Pognon (FRA)                                                 | 6,60       |
| 400 m                | David Gillick (IRL)                                               | 45,52 RN | Bastian Swillims (GER)                                               | 45,62 PB | Robert Tobin (GBR)                                                  | 46,15      |
| 800 m                | Arnoud Okken (NED)                                                | 1:47,92  | Miguel Quesada (ESP)                                                 | 1:47,96  | Maurizio Bobbato (ITA)                                              | 1:48,71 PB |
| 1500 m               | Juan Carlos Higuero (ESP)                                         | 3:44,41  | Sergio Gallardo (ESP)                                                | 3:44,51  | Arturo Casado (ESP)                                                 | 3:44,73    |
| 3000 m               | Cosimo Caliandro (ITA)                                            | 8:02,44  | Bouabdellah Tahri (FRA)                                              | 8:02,85  | Jesús España (ESP)                                                  | 8:02,91    |
| 60 m garduri         | Gregory Sedoc (NED)                                               | 7,63 =PB | Marcel van der Westen (NED)                                          | 7,64     | Jackson Quiñónez (ESP)                                              | 7,65       |
| Ștafetă 4×400 m      | Regatul Unit Robert Tobin Dale Garland Philip Taylor Steven Green | 3:07,04  | Rusia Ivan Buzolin Vladislav Frolov Maksim Dâldin Artiom Sergheenkov | 3:08,10  | Polonia Piotr Kędzia Marcin Marciniszyn Łukasz Pryga Piotr Klimczak | 3:08,14    |
| Săritura în înălțime | Stefan Holm (SWE)                                                 | 2,34     | Linus Thörnblad (SWE)                                                | 2,32     | Martyn Bernard (GBR)                                                | 2,29       |
| Săritura cu prăjina  | Danny Ecker (GER)                                                 | 5,71     | Denâs Iurcenko (UKR)                                                 | 5,71     | Björn Otto (GER)                                                    | 5,71       |
| Săritura în lungime  | Andrew Howe (ITA)                                                 | 8,30 RN  | Loúis Tsátoumas (GRE)                                                | 8,02     | Salim Sdiri (FRA)                                                   | 8,00       |
| Triplusalt           | Phillips Idowu (GBR)                                              | 17,56 RC | Nathan Douglas (GBR)                                                 | 17,47 PB | Aleksandr Sergheev (RUS)                                            | 17,15      |
| Aruncarea greutății  | Mikuláš Konopka (SVK)                                             | 21,57 RN | Pavel Lâjân (BLR)                                                    | 20,82 PB | Joachim Olsen (DEN)                                                 | 20,55      |
| Heptatlon            | Roman Šebrle (CZE)                                                | 6196     | Aleksandr Pogorelov (RUS)                                            | 6127     | Andrei Krauceanka (BLR)                                             | 6090 PB    |

* Atletul a participat doar la calificări, dar a primit o medalie.

### Feminin
| Event                | Aur                                                                       | Aur           | Argint                                                            | Argint     | Bronz                                                        | Bronz      |
| 60 m                 | Kim Gevaert (BEL)                                                         | 7,12          | Evghenia Poleakova (RUS)                                          | 7,18       | Daria Onyśko (POL)                                           | 7,20 PB    |
| 400 m                | Nicola Sanders (GBR)                                                      | 50,02 RN      | Ilona Usovici (BLR)                                               | 51,00 PB   | Olesia Zâkina (RUS)                                          | 51,69      |
| 800 m                | Oksana Zbrojek (RUS)                                                      | 1:59,23       | Tetiana Petliuk (UKR)                                             | 1:59,84    | Jolanda Čeplak (SLO)                                         | 2:00,00    |
| 1500 m               | Lidia Chojecka (POL)                                                      | 4:05,13       | Natalia Panteleeva (RUS)                                          | 4:06,04 PB | Olesia Ciumakova (RUS)                                       | 4:06,48    |
| 3000 m               | Lidia Chojecka (POL)                                                      | 8:43,25       | Marta Domínguez (ESP)                                             | 8:44,40    | Silvia Weissteiner (ITA)                                     | 8:44,8 RN  |
| 60 m garduri         | Susanna Kallur (SWE)                                                      | 7,87          | Aleksandra Antonova (RUS)                                         | 7,94       | Kirsten Bolm (GER)                                           | 7,97       |
| Ștafetă 4×400 m      | Belarus Iuliana Iușceanka Irina Hliustava Sveatlana Usovici Ilona Usovici | 3:27,83 RC RN | Rusia Olesia Zâkina Natalia Ivanova Janna Kașceeva Natalia Antiuh | 3:28,16    | Regatul Unit Emma Duck Nicola Sanders Kim Wall Lee McConnell | 3:28,69 RN |
| Săritura în înălțime | Tia Hellebaut (BEL)                                                       | 2,05 RC RN    | Antonietta Di Martino (ITA)                                       | 1,96       | Ruth Beitia (ESP)                                            | 1,96       |
| Săritura cu prăjina  | Svetlana Feofanova (RUS)                                                  | 4,76          | Iulia Golubcikova (RUS)                                           | 4,71 PB    | Anna Rogowska (POL)                                          | 4,66       |
| Săritura în lungime  | Naide Gomes (POR)                                                         | 6,89 RN       | Concepción Montaner (ESP)                                         | 6,69       | Denisa Ščerbová (CZE)                                        | 6,64 =RN   |
| Triplusalt           | Carlota Castrejana (ESP)                                                  | 14,64 RN      | Olesia Bufalova (RUS)                                             | 14,50 PB   | Teresa Nzola Meso Ba (FRA)                                   | 14,49 RN   |
| Aruncarea greutății  | Assunta Legnante (ITA)                                                    | 18,92         | Irina Hudoroșkina (RUS)                                           | 18,50      | Olga Reabinkina (RUS)                                        | 18,16      |
| Pentatlon            | Carolina Klüft (SWE)                                                      | 4944          | Kelly Sotherton (GBR)                                             | 4927 RN    | Karin Ruckstuhl (NED)                                        | 4801 RN    |

* Atleta a participat doar la calificări, dar a primit o medalie.

## Clasament pe medalii
| Loc   | Țară          | Aur | Argint | Bronz | Total |
| ----- | ------------- | --- | ------ | ----- | ----- |
| 1     | Regatul Unit  | 4   | 3      | 3     | 10    |
| 2     | Italia        | 3   | 1      | 2     | 6     |
| 3     | Suedia        | 3   | 1      | —     | 4     |
| 4     | Rusia         | 2   | 9      | 4     | 15    |
| 5     | Spania        | 2   | 4      | 4     | 10    |
| 6     | Țările de Jos | 2   | 1      | 1     | 4     |
| 7     | Polonia       | 2   | —      | 3     | 5     |
| 8     | Belgia        | 2   | —      | —     | 2     |
| 9     | Belarus       | 1   | 2      | 1     | 4     |
| 10    | Germania      | 1   | 1      | 2     | 4     |
| 11    | Cehia         | 1   | —      | 1     | 2     |
| 12    | Irlanda       | 1   | —      | —     | 1     |
| 12    | Portugalia    | 1   | —      | —     | 1     |
| 12    | Slovacia      | 1   | —      | —     | 1     |
| 15    | Ucraina       | —   | 2      | —     | 2     |
| 16    | Franța        | —   | 1      | 3     | 4     |
| 17    | Grecia        | —   | 1      | —     | 1     |
| 18    | Danemarca     | —   | —      | 1     | 1     |
| 18    | Slovenia      | —   | —      | 1     | 1     |
| Total | Total         | 26  | 26     | 26    | 78    |

## Participarea României la campionat
25 de atleți au reprezentat România.
- Angela Moroșanu – 400 m - locul 4
- Cătălin Cîmpeanu – 400 m - locul 10, ștafetă 4x400 m - locul 5
- Bogdan Vîlcu – 400 m - locul 19, ștafetă 4x400 m - locul 5
- Vasile Boboș – 400 m - DS, ștafetă 4x400 m - locul 5
- Ioan Vieru – ștafetă 4x400 m - locul 5
- Adelina Gavrilă – triplusalt - locul 5
- Alina Militaru – lungime - locul 6
- Ionela Târlea – 400 m - locul 7
- Cristina Vasiloiu – 1500 m - locul 8
- Liliana Popescu – 800 m - locul 10
- Adina Anton – lungime - locul 10
- Ancuța Bobocel – 3000 m - locul 11
- Oana Pantelimon – înălțime - locul 11
- Cătălin Mihu – 800 m - locul 12
- Viorica Țigău – lungime - locul 12
- Cristina Bujin – triplusalt - locul 13
- Anca Heltne – greutate - locul 13
- Mihaela Neacșu – 800 m - locul 15
- Daniela Donisă – 1500 m - locul 15
- Marius Ionescu – 3000 m - locul 16
- Alexandru Mihăilescu – 60 m garduri - locul 17
- Cătălina Oprea – 1500 m - locul 17
- Cristian Vorovenci – 1500 m - locul 18
- Ștefan Vasilache – înălțime - locul 21
- Mircea Bogdan – 3000 m - locul 23

## Participarea Republicii Moldova la campionat
Un atlet a reprezentat Republica Moldova.
- Iaroslav Mușinschi – 3000 m - locul 15